# Campionati mondiali di skeleton 2012
I Campionati mondiali di skeleton 2012, ventiduesima edizione della manifestazione organizzata dalla Federazione Internazionale di Bob e Skeleton, si sono tenuti dal 19 al 25 febbraio 2012 a Lake Placid, negli Stati Uniti, sulla pista olimpica del Mt. Van Hoevenberg e si sono disputate gare in tre differenti specialità: nel singolo uomini, nel singolo donne e nella prova a squadre.
Nel 2009 a Lake Placid erano stati assegnati i mondiali del 2013, ma nel dicembre 2010 l'assegnazione venne invertita con quella di Sankt Moritz, inizialmente prevista proprio per il 2012. Nel 2013 erano in programma le gare pre-olimpiche a Soči, in Russia e per questo venne deciso di rendere più comoda la trasferta per squadre e atleti gareggiando in Svizzera anticipando la rassegna statunitense al 2012.
Le vittorie sono state conquistate dal lettone Martins Dukurs, al suo secondo trionfo iridato consecutivo, e dalla statunitense Katie Uhlaender, al suo primo alloro mondiale. Anche questa edizione dei mondiali, come ormai da prassi iniziata nella rassegna di Schönau am Königssee 2004, si è svolta contestualmente a quella di bob e proprio insieme agli atleti di quest'ultima disciplina è stato assegnato il titolo nella prova a squadre che ha visto trionfare la compagine statunitense (che ha inoltre permesso alla Uhlaender di vincere il suo secondo oro nella rassegna).

## Risultati

### Singolo uomini
La gara si è disputata il 24 e il 25 febbraio 2012 nell'arco di quattro manches ed hanno preso parte alla competizione 31 atleti in rappresentanza di 16 differenti nazioni; campione uscente era il lettone Martins Dukurs, che ha bissato il titolo vinto nell'edizione di Schönau am Königssee 2011, davanti al tedesco Frank Rommel, già bronzo nel 2011 e ad Altenberg 2008, e al neozelandese Ben Sandford, alla sua prima medaglia mondiale.
| Pos. | Atleti            | Nazione       | Tempo   | Distacco |
| ---- | ----------------- | ------------- | ------- | -------- |
|      | Martins Dukurs    | Lettonia      | 3'37"09 |          |
|      | Frank Rommel      | Germania      | 3'39"17 | +2"08    |
|      | Ben Sandford      | Nuova Zelanda | 3'39"50 | +2"41    |
| 4    | Sergej Čudinov    | Russia        | 3'39"65 | +2"56    |
| 5    | Tomass Dukurs     | Lettonia      | 3'39"75 | +2"66    |
| 5    | Matthew Antoine   | Stati Uniti   | 3'39"75 | +2"66    |
| 7    | Alexander Gassner | Germania      | 3'40"35 | +3"26    |
| 8    | John Daly         | Stati Uniti   | 3'40"52 | +3"43    |
| 9    | Alexander Kröckel | Germania      | 3'40"54 | +3"45    |
| 10   | John Fairbairn    | Canada        | 3'40"71 | +3"62    |

### Skeleton femminile
La gara si è disputata il 23 e il 24 febbraio 2012 nell'arco di quattro manches ed hanno preso parte alla competizione 27 atlete in rappresentanza di 14 differenti nazioni; campionessa uscente era la tedesca Marion Thees, che ha concluso la prova al sesto posto, ed il titolo è stato pertanto conquistato dalla statunitense Katie Uhlaender, già argento ad Altenberg 2008 e bronzo a Sankt Moritz 2007, la quale ha bissato così l'oro vinto cinque giorni prima nella prova a squadre miste. Al secondo posto si è piazzata la canadese Mellisa Hollingsworth, al suo secondo argento mondiale a distanza di 11 anni dal primo ottenuto nell'edizione inaugurale di Igls 2000, davanti alla britannica Elizabeth Yarnold, prima medaglia mondiale per lei.
| Pos. | Atleti                | Nazione       | Tempo   | Distacco |
| ---- | --------------------- | ------------- | ------- | -------- |
|      | Katie Uhlaender       | Stati Uniti   | 3'42"33 |          |
|      | Mellisa Hollingsworth | Stati Uniti   | 3'42"50 | +0"17    |
|      | Elizabeth Yarnold     | Gran Bretagna | 3'42"69 | +0"46    |
| 4    | Shelley Rudman        | Gran Bretagna | 3'43"13 | +0"80    |
| 5    | Amy Williams          | Gran Bretagna | 3'43"24 | +0"91    |
| 6    | Marion Thees          | Germania      | 3'43"86 | +1"53    |
| 7    | Katharina Heinz       | Germania      | 3'44"39 | +2"06    |
| 8    | Anja Huber            | Germania      | 3'44"50 | +2"17    |
| 9    | Lucy Chaffer          | Australia     | 3'44"57 | +2"24    |
| 10   | Annie O'Shea          | Stati Uniti   | 3'44"60 | +2"27    |

### Gara a squadre
La gara si è disputata il 19 febbraio 2012 ed ogni squadra nazionale ha potuto prendere parte alla competizione con due formazioni; nello specifico la prova ha visto la partenza di uno skeletonista, di un equipaggio del bob a due femminile, di una skeletonista e di un equipaggio del bob a due maschile per ognuna delle 9 formazioni che hanno gareggiato ciascuna in una singola manche; la somma totale dei tempi così ottenuti ha laureato campione la squadra statunitense di Matthew Antoine, Elana Meyers, Emily Azevedo, Katie Uhlaender, Steven Holcomb e Justin Olsen davanti a quella tedesca composta da Frank Rommel, Sandra Kiriasis, Berit Wiacker, Marion Thees, Maximilian Arndt e Steven Deja e da quella canadese formata da John Fairbairn, Kaillie Humphries, Emily Baadsvik, Mellisa Hollingsworth, Justin Kripps e Timothy Randall.
| Pos. | Squadra       | Atleti | Tempo   | Distacco |
| ---- | ------------- | --- | ------- | -------- |
|      | Stati Uniti   | Matthew Antoine Elana Meyers / Emily Azevedo Katie Uhlaender Steven Holcomb / Justin Olsen                  | 3'44"98 |          |
|      | Germania      | Frank Rommel Sandra Kiriasis / Berit Wiacker Marion Thees Maximilian Arndt / Steven Deja                    | 3'45"71 | +0"73    |
|      | Canada        | John Fairbairn Kaillie Humphries / Emily Baadsvik Mellisa Hollingsworth Justin Kripps / Timothy Randall     | 3'46"28 | +1"30    |
| 4    | Stati Uniti   | John Daly Jazmine Fenlator / Ingrid Marcum Annie O'Shea Nick Cunningham / Dallas Robinson                   | 3'46"48 | +1"50    |
| 5    | Germania      | Alexander Kröckel Cathleen Martini / Christin Senkel Anja Huber Manuel Machata / Michail Makarow            | 3'46"81 | +1"83    |
| 6    | Canada        | Sergej Čudinov Anastasija Tambovceva / Natal'ja Kalašnik Marija Orlova Aleksandr Kas'janov / Jurij Selichov | 3'47"43 | +2"45    |
| 7    | Gran Bretagna | Kristan Bromley Paula Walker / Rebekah Wilson Shelley Rudman John James Jackson / Stuart Benson             | 3'47"56 | +2"58    |
| 8    | Russia        | Aleksandr Tret'jakov Ol'ga Fëdorova / Julija Timofeeva Ol'ga Potylicyna Aleksandr Zubkov / Maksim Mokrousov | 3'47"67 | +2"69    |
| DNS  | Canada        | Eric Neilson Helen Upperton / Marquise Brisebois Amy Gough Lyndon Rush / Timothy Randall                    | -       | -        |

## Medagliere
| Posizione | Paese         | Oro | Argento | Bronzo | Totale |
| --------- | ------------- | --- | ------- | ------ | ------ |
| 1         | Stati Uniti   | 2   | 0       | 0      | 2      |
| 2         | Lettonia      | 1   | 0       | 0      | 1      |
| 3         | Germania      | 0   | 2       | 0      | 2      |
| 4         | Canada        | 0   | 1       | 1      | 2      |
| 5         | Gran Bretagna | 0   | 0       | 1      | 1      |
| 5         | Nuova Zelanda | 0   | 0       | 1      | 1      |
| Totale    | Totale        | 3   | 3       | 3      | 9      |